# 95-й велосипедный маршрут, США

Логотип

95-й велосипедный маршрут (USBR 95) —  велосипедный маршрут, проходящий по штатам Калифорния, Вашингтон и Аляска вдоль западного побережья США; также планируется проложить через Орегон.  Первый участок, проходящий от Вальдеса до Дельта-Джанкшен на Аляске, был открыт в мае 2011 года.

## Описание маршрута
Участок Аляски, между Вальдесом и Дельта-Джанкшен, был одобрен Американской ассоциацией государственных чиновников по шоссейным дорогам и транспорту (AASHTO) в мае 2011 года как часть первого крупного расширения системы велосипедных маршрутов США с 1982 года. Соединяется с 8-м велосипедным маршрутом в Дельта-Джанкшен и 108-м маршрутом в Гленналлене. Планируется, что линия 95 в конечном итоге обеспечит велосипедное сообщение вдоль западного побережья США между Сан-Диего и Аляской.